# Rebecca Wisocky
Rebecca Wisocky (York, 12 novembre 1971) è un'attrice statunitense.

## Biografia
Rebecca si è laureata a New York presso un'università teatrale e successivamente si è esibita in numerosi spettacoli, in particolare Amazzoni ed i loro uomini per il quale ha vinto un Obie Award. Per la televisione, è stata guest star in Desperate Housewives, Sex and the City, Law & Order, I Soprano, NCIS, Bones, C'era una volta, Big Love, True Blood, Castle, Samantha chi?, e ha interpretato ruoli ricorrenti in 90210, The Mentalist e American Horror Story.
Nei primi mesi del 2012 Marc Cherry ha scelto la Wisocky per interpretare Evelyn Powell, uno dei personaggi principali nella serie Devious Maids - Panni sporchi a Beverly Hills.
Nel 2020 entra a far parte del franchise di Star Trek, interpretando la Romulana ed ex-Borg Ramdha, in tre episodi di Star Trek: Picard, settima serie live-action del franchise.
Dal 2021 interpreta Hetty Woodstone, una dei personaggi principali della serie Ghosts prodotta da CBS, versione americana dell’originale omonima britannica. 

## Vita privata
Il 5 gennaio 2015, Rebecca si è fidanzata con Lap Chi Chu, un esperto di lighting design, sul Pont de la Tournelle a Parigi. Il 10 ottobre dello stesso anno sono convolati a nozze a Boston.

## Filmografia

### Cinema
- Pollock, regia di Ed Harris (2000)
- Imprevisti di nozze (It Had to Be You), regia di Steven Feder (2000)
- Atlas Shrugged, regia di Paul Johansson (2011)
- Hello, My Name Is Doris, regia di Michael Showalter (2015)
- Blonde, regia di Andrew Dominik (2022)
- Amsterdam, regia di David O. Russell (2022)

### Televisione
- Sex and the City – serie TV, episodio 3x16 (2000)
- Law & Order: Criminal Intent – serie TV, episodi 1x12 e 5x02 (2002, 2005)
- Law & Order - I due volti della giustizia (Law & Order) – serie TV, episodio 13x14 (2003)
- Law & Order - Unità vittime speciali (Law & Order: Special Victims Unit) – serie TV, episodi 5x05 e 7x19 (2003, 2006)
- Squadra emergenza (Third Watch) – serie TV, episodio 6x04 (2004)
- I Soprano (The Sopranos) – serie TV, episodio 6x10 (2006)
- NCIS - Unità anticrimine (NCIS) – serie TV, episodio 4x05 (2006)
- Senza traccia (Without a Trace) – serie TV, episodio 5x10 (2006)
- Medium – serie TV, episodio 3x11 (2007)
- Cold Case - Delitti irrisolti (Cold Case) – serie TV, episodio 4x21 (2007)
- Ugly Betty – serie TV, episodio 2x04 (2007)
- Bones – serie TV, episodio 4x18 (2009)
- Samantha chi? (Samantha Who?) – serie TV, episodio 2x12 (2009)
- Saving Grace – serie TV, episodi 3x9-3x10 (2009)
- CSI - Scena del crimine (CSI: Crime Scene Investigation) – serie TV, episodio 10x09 (2009)
- The Mentalist – serie TV, 9 episodi (2010-2013)
- Miami Medical – serie TV, episodio 1x09 (2010)
- 90210 – serie TV, 4 episodi (2010-2011)
- Big Love – serie TV, episodi 5x04 e 5x10 (2011)
- True Blood – serie TV, episodio 4x01 (2011)
- American Horror Story – serie TV, 3 episodi (2011)
- Febbre d'amore (The Young and the Restless) – soap opera, 3 episodi (2011)
- In Plain Sight - Protezione testimoni (In Plain Sight) – serie TV, episodio 5x01 (2012)
- Desperate Housewives – serie TV, episodio 8x17 (2012)
- Longmire – serie TV, episodio 1x02 (2012)
- Criminal Minds – serie TV, episodio 8x05 (2012)
- 1600 Penn – serie TV, episodio 1x04 (2013)
- Major Crimes – serie TV, episodio 2x14 (2013)
- Devious Maids - Panni sporchi a Beverly Hills (Devious Maids) – serie TV, 49 episodi (2013-2016)
- Castle – serie TV, episodio 7x03 (2014)
- C'era una volta (Once Upon a Time) – serie TV, episodio 4x11 (2014)
- The Exes – serie TV, episodi 4x10-4x11 (2015)
- Grimm – serie TV, episodio 4x11 (2015)
- X-Files – serie TV, episodio 10x02 (2016)
- Graves – serie TV, 3 episodi (2016-2017)
- The Sinner – serie TV, episodi 1x02-1x03 (2017)
- Modern Family – serie TV, episodio 9x10 (2017)
- NCIS: Los Angeles – serie TV, episodio 9x4 (2017)
- Heathers – serie TV, 4 episodi (2018)
- NCIS: New Orleans – serie TV, episodio 5x7 (2018)
- 9-1-1 – serie TV, episodio 1x09 (2018)
- Lethal Weapon – serie TV, episodio 2x21 (2018)
- All Rise – serie TV, episodio 1x05 (2019)
- For All Mankind – serie TV, 4 episodi (2019)
- S.W.A.T. – serie TV, episodio 3x02 (2019)
- The Purge – serie TV, episodio 2x05 (2019)
- Bull – serie TV, episodio 4x14 (2020)
- The Resident – serie TV, episodio 3x17 (2020)
- Star Trek: Picard – serie TV, 3 episodi (2020)
- Lo straordinario mondo di Zoey (Zoey's Extraordinary Playlist) – serie TV, episodio 1x07 (2020)
- Why Women Kill – serie TV, episodio 2x05 (2021)
- Brooklyn Nine-Nine – serie TV, episodio 8x01 (2021)
- Dopesick - Dichiarazione di dipendenza (Dopesick) – serie TV, 3 episodi (2021)

### Doppiatrice
- Ralph spacca Internet (Ralph Breaks the Internet), regia di Rich Moore e Phil Johnston (2018)

## Teatro
- God's Ear as Lenora (Vineyard Theatre)
- Amazons and Their Men as Leni Riefenstahl (Clubbed Thumb)
- Hot'n'Throbbing as VO (Signature)
- Medea in Jerusalem as Medea (Rattlestick)
- Tatjana in Color as Wally (Culture Project)
- Antigone as Creon (Classic Stage Company)
- The Squirrel as Jessica (SPF)
- The Bitter Tears of Petra von Kant as Petra (Henry Miller Theatre)
- Sueno as Estrella (MCC)
- Middle Finger as Myrna (Ma-Yi)
- A Tale of Two Cities as Madame Defarge (Culture Project)
- Hot Keys as Calitha (P.S. 122)
- Tooth of Crime as Becky Lou (Second Stage/Signature)
- 36 Views as Elizabeth (NYSF/The Public)

## Doppiatrici italiane
Nelle versioni in italiano delle opere in cui ha recitato, Rebecca Wisocky è stata doppiata da:
- Cinzia De Carolis in CSI - Scena del crimine, Criminal Minds, Major Crimes, Castle, Modern Family, Star Trek: Picard
- Cristiana Lionello in Devious Maids - Panni sporchi a Beverly Hills, Hello, My Name Is Doris
- Alessandra Korompay in The Mentalist, Longmire
- Valeria Perilli in NCIS - Unità anticrimine
- Barbara Berengo Gardin in Cold Case - Delitti irrisolti
- Chiara Salerno in C'era una volta
- Pinella Dragani in Law & Order
- Eleonora De Angelis in The sinner
- Anna Cesareni in X-Files
- Giovanna Martinuzzi in All Rise
- Alessandra  Cassioli in S.W.A.T.
- Emanuela Rossi in Bull
- Antonella Rinaldi in Brooklyn Nine-Nine
- Loretta Di Pisa in Dopesick - Dichiarazione di dipendenza